# Phil Klemmer
Phil Klemmer es un escritor y productor de televisión estadounidense. Es conocido por su trabajo en la serie de UPN, "Veronica Mars", así como en la serie de NBC Chuck y la serie de The CW, "DC's Legends of Tomorrow".

## Primeros años de vida
Klemmer creció en Winchester, Virginia, Estados Unidos y se mantuvo alejado de los medios de comunicación, incluida la mayoría de la televisión, y dijo: "... en cierto momento, mis padres trataron de lavarme el cerebro para que pensara que la televisión era mala. Entonces realmente no vi televisión por el resto de mi niñez. Leí libros y fue terrible. No fue hasta que realmente estaba trabajando en entretenimiento que compré un televisor y comencé a ver cosas, así que tenía mucho que hacer para ponerme al día". Se especializó en Clásicos en la universidad. Klemmer declaró que Indiana Jones influyó en su decisión.

## Carrera

### Carrera temprana
Comenzó su carrera como asistente del director Michel Gondry, en su comedia de 2001 Human Nature ; además de servir como director de fotografía en The Work of Director Michel Gondry de Gondry . En 2005, fue contratado como editor de historias en la serie Veronica Mars, protagonizada por Kristen Bell . Más tarde se desempeñaría como editor ejecutivo de historias, escribiendo quince episodios en el transcurso de los programas.
En 2007, se unió a la nueva serie Chuck de NBC, como productor y escritor. Giraba en torno a un desafortunado nerd informático que, sin darse cuenta, descarga información ultrasecreta en su cerebro y luego es explotada por el gobierno. Klemmer ascendió a productor supervisor y luego coproductor ejecutivo de las dos últimas temporadas de la serie. Contribuyó a un total de 14 episodios. Mientras ocupaba simultáneamente su puesto en Chuck, Klemmer también se convirtió en coproductor ejecutivo y escritor del breve drama de espionaje producido por JJ Abrams, Undercovers . Escribir episodios "Jailbreak" y "La clave de todo".

### 2012-15
Después de la conclusión ' Chuck, Klemmer se unió al equipo de redacción de la miniserie ' Greg Berlanti, Animales políticos, de USA Network ; además de desempeñarse como productor consultor. Contribuyó a las entregas "El problema de la mujer" y "16 horas". En 2013, continuó su relación con el productor Berlanti, coproductor ejecutivo, director de espectáculos y guionista de Golden Boy ' C.B.S. . La serie fue cancelada después de una temporada. A continuación, desarrolló un reinicio de la serie británica The Tomorrow People para Berlanti y The CW . Y en la siguiente temporada, se unió el drama de ABC, Forever, creado por Matt Miller, como showrunner y productor consultor. Ambos programas fueron cancelados por sus respectivas redes después de una temporada.

### Leyendas del mañana
En 2015, Klemmer participó en el spin-off de los programas Arrow y The Flash, llamado, DC'sLegends of Tomorrow, como productor ejecutivo y showrunner del creador George Berlanti. La primera temporada del programa sigue a un equipo heterogéneo de héroes y villanos que viajan a través del tiempo tratando de frustrar el maníaco Vandal Savage. Las temporadas futuras tienen otros personajes que actúan como antagonistas principales cuando Savage deja el programa al final de su primera temporada. Cuando habló sobre la ejecución de la serie, Klemmer dijo: "Realmente creo que ver Choque de titanes cuando era un niño pequeño. . . Creo que la razón por la que me especialicé en Clásicos fue por Indiana Jones. Y hacer este espectáculo, que tiene esa intersección de Vandal Savage... ese es mi punto dulce, donde su historia se mezcla con lo místico, se mezcla con... el tiempo?"

## Filmografía

### Película
| Título               | Año  | notas                  |
| -------------------- | ---- | ---------------------- |
| La naturaleza humana | 2001 | Asistente del director |

### Televisión
La cantidad de créditos de escritura se refiere a la cantidad de episodios que ha escrito Klemmer.
| Television series that have not yet aired | Denota series de televisión que aún no se han emitido. |

| Título                    | Año     | acreditado como | acreditado como | acreditado como | acreditado como     | Red         | notas |
| Título                    | Año     | Creador         | Productor       | Escritor        | Productor ejecutivo | Red         | notas |
| ------------------------- | ------- | --------------- | --------------- | --------------- | ------------------- | ----------- | --- |
| Veronica Mars             | 2004-07 | No              | No              | Sí (15)         | No                  | UPN el CW   | Editor de historias (temp. 2) Editor ejecutivo de historias (temp. 3)                                                                      |
| Chuck                     | 2007-12 | No              | Sí              | Sí (14)         | No                  | NBC         | Productor (temp. 1: 12 episodes) Productor supervisor (temp. 2) Coproductor ejecutivo (temp. 3, temp. 4: 6 episodes, temp. 5: 10 episodes) |
| Encubiertos               | 2010    | No              | No              | Sí (2)          | No                  | NBC         | coproductor ejecutivo |
| Political Animals         | 2012    | No              | No              | Sí (2)          | No                  | USA Network | Miniserie Productor consultor (4 episodes)                                                                                                 |
| chico de oro              | 2013    | No              | No              | Sí (2)          | No                  | CBS         | Coproductor ejecutivo (12 episodes) |
| La gente del mañana       | 2013-14 | Developer       | No              | Sí (7)          | Sí                  | el CW       | Productor ejecutivo (17 episodes) |
| Para siempre              | 2014-15 | No              | No              | Sí (4)          | No                  | ABC         | Productor consultor (21 episodes) |
| Leyendas del mañana       | 2015-22 | Developer       | No              | Sí (23)         | Sí                  | el CW       | showrunner |
| Beebo salva la Navidad    | 2021    | No              | No              | No              | Sí                  | el CW       | Especial de televisión |
| La compañía que mantienes | 2023    | No              | No              | Sí              | No                  | ABC         | Escritor; Episodio: "Una reputación brillante"                                                                                             |